# چونچی، شیلی
چونچی، شیلی (به اسپانیایی: Chonchi) یک سکونتگاه مسکونی در شیلی است که در Chiloé Province واقع شده‌است.

## خصوصیات
چونچی ۱٬۳۶۲٫۱ کیلومترمربع مساحت و ۱۲٬۹۵۹ نفر جمعیت دارد و ۲۶ متر بالاتر از سطح دریا واقع شده‌است.